# État unitaire

Carte des États unitaires dans le monde.

Un État est dit unitaire lorsque tous ses citoyens sont soumis au même et unique pouvoir. C'est la forme la plus répandue d'État dans le monde entier. En général, l'État unitaire connaît des divisions territoriales, il existe des relais entre la population et le pouvoir central. Il s'oppose conceptuellement à l'État fédéral, composé d'États fédérés, où la souveraineté est partagée entre l'État fédéral et les États fédérés.
Un État unitaire peut être centralisé, déconcentré, décentralisé, ou régionalisé (dont les entités constitutives ont leurs propres gouvernements régionaux comme un État fédéral), mais ne possède pas le droit de sécession (tout comme la plupart des États fédéraux). 

## Définition
L’État unitaire ne comprend qu'un seul appareil d'État pleinement compétent sur l'ensemble du territoire, tant sur le plan politique que juridique.
L'État unitaire est en théorie, centralisé : la gestion des services publics et l'administration des collectivités publiques infra-étatiques est réalisée depuis la capitale. La France était traditionnellement considérée comme un État unitaire centralisé, même si depuis 2003, sa Constitution précise que son organisation est décentralisée.
Cette notion doit être précisée et ne doit pas être confondue avec la déconcentration. La centralisation peut se teinter d'une déconcentration : en vue d'alléger la tâche de l'administration centrale, et de donner à la population des interlocuteurs, le pouvoir central désigne des représentants locaux (préfets, recteurs d'académies) qui mettront en œuvre sa politique et rendront compte de leur action.
La décentralisation consiste à confier des compétences à des collectivités autonomes, dotées de la personnalité morale (collectivités territoriales comme les communes, départements, régions ou à des établissements publics). Le but étant d'associer les habitants à la gestion de leurs affaires, la décentralisation va de pair avec l'élection (au suffrage universel direct pour les conseillers municipaux). Et si l'on veut que la décentralisation soit effective, les collectivités territoriales et leurs élus doivent pouvoir disposer des ressources nécessaires à l'exercice autonome de leurs compétences. Dans la logique de l'État unitaire, il va de soi que le pouvoir conserve un pouvoir de contrôle des collectivités territoriales :
- contrôle de la légalité des actes administratifs des collectivités territoriales ;
- contrôle de leur opportunité ce qui réduit notablement la liberté des autorités décentralisées…

Il existe cependant des situations où la différence entre État fédéral et État unitaire n'est pas si nette :
- au niveau supérieur, les États unitaires peuvent se regrouper au sein d'une confédération. Il n'y a pas création d'une entité supérieure aux États qui la composent et qui serait dotée d'une constitution, car la confédération n'est qu'un traité ;
- au niveau inférieur, les États unitaires peuvent laisser une part de leurs compétences (mais pas de leur souveraineté, car il ne s'agirait alors plus d'États unitaires) à des entités qu'ils créent. Ce partage des compétences peut aller plus ou moins loin :
  - décentralisation ;
  - régionalisation (délaissement des compétences à tel point que l'État est presque fédéral).

La différence entre transfert de compétence et transfert de souveraineté est cependant parfois ténue. Juridiquement, être souverain, c'est avoir la compétence de la compétence : cela signifie en pratique que c'est celui qui définit qui a une compétence qui est souverain ; par conséquent, l'État restera unitaire s'il conserve le pouvoir de révoquer les compétences qu'il a transférées (juridiquement parlant, même si politiquement parlant, ce ne serait pas possible), mais deviendra fédéral s'il fait un transfert de compétences définitif, car l'on considérera alors le transfert comme un transfert de souveraineté.
Les États unitaires sont en contraste avec les États fédéraux (fédérations) :
- Dans un État unitaire, les collectivités territoriales sont créées et supprimées par le gouvernement central, qui peut aussi rétrécir ou élargir leurs pouvoirs à sa discrétion. Bien que le pouvoir politique dans les États unitaires peut être délégué aux collectivités locales par la loi, le gouvernement central demeure suprême, il peut abroger les actes de gouvernements décentralisés ou restreindre leurs pouvoirs.
  - Le Royaume-Uni est un exemple d'État unitaire. L'Écosse, le Pays de Galles et l'Irlande du Nord, qui, avec l'Angleterre forment les nations constitutives du Royaume-Uni, ont un certain degré de pouvoir autonome - le gouvernement écossais et le Parlement écossais en Écosse, l'Assemblée galloise et l'Assemblée nationale du Pays de Galles, et l'exécutif d'Irlande du Nord et de l'Assemblée d'Irlande du Nord en Irlande du Nord. Mais un tel transfert de pouvoir est délégué par le gouvernement central de Grande-Bretagne, plus précisément par le Parlement du Royaume-Uni, qui est l'autorité suprême. En outre, les gouvernements décentralisés ne peuvent pas contester la constitutionnalité des actes du Parlement national, et les pouvoirs des gouvernements décentralisés peuvent être révoqués ou réduits par le gouvernement central (le Parlement avec le gouvernement comprenant les ministres, dirigé par le Premier ministre). Par exemple, l'Assemblée d'Irlande du Nord a été suspendue quatre fois, et ses pouvoirs retransférés au bureau du gouvernement central d'Irlande du Nord.
- Dans les États fédéraux, en revanche, les États fédérés partagent la souveraineté avec le gouvernement fédéral (on peut même parler de co-souveraineté), et les États fédérés ont une existence et des fonctions qui ne peuvent pas être modifiés unilatéralement par le gouvernement central. Dans certains cas, comme aux États-Unis ou en Suisse, c'est le gouvernement fédéral qui dispose des seuls pouvoirs expressément délégués.
  - Un exemple d’État fédéral est les États-Unis : en vertu de la Constitution des États-Unis, le pouvoir est partagé entre le gouvernement fédéral des États-Unis et les États fédérés américains. De nombreux États fédérés sont quant à eux des États unitaires, car en vertu de la Home rule, les comtés et les municipalités ont le pouvoir qui leur est accordé par le gouvernement de l'État fédéré par la Constitution de l’État ou par une loi de l’État fédéré.
  - Au Canada, l'idée que le Provincial est un État unitaire est abondamment exprimé par l'exemple que les municipalités ne sont qu'une « créature » du Provincial et n'ont donc aucun droit constitutionnel.

## Exemples
- États unitaires décentralisés :
  - La France est un État unitaire car les lois et le système judiciaire sont les mêmes sur le territoire[2]. Elle est modérément décentralisée ; la décentralisation étant surtout divisée entre décentralisation territoriale (régions, départements, communes essentiellement) et fonctionnelle (établissements publics) ;
  - L'Irlande est un État unitaire peu décentralisé, composé de comtés et de villes.

- États unitaires avec autonomie régionale :
  - L'Indonésie est un État unitaire dans lequel les régions (provinces, départements et villes) sont pourvues d'une certaine autonomie.

- États régionalisés :
  - L'Espagne est composé de communautés autonomes disposant de pouvoir législatif ;
  - L'Italie est un État unitaire soumis à une forte régionalisation ;
  - La Chine, selon sa constitution, est un « État unifié multinational », c’est-à-dire un État unitaire quoique composé de provinces ;
  - Le Royaume-Uni, avec ses 4 nations constitutives (Angleterre, Écosse, Pays de Galles et Irlande du Nord).

### Particularités
- L'Australie est un cas particulier. Elle est un État fédéral vis-à-vis de six entités (les États de Nouvelle-Galles du Sud, Queensland, Australie-Méridionale, Tasmanie, Victoria et Australie occidentale), qui disposent chacune d'une existence constitutionnelle propre, mais elle est un État unitaire vis-à-vis des deux autres entités (le Territoire du Nord et le Territoire de la capitale australienne), lesquelles, bien que jouissant de pouvoirs similaires à ceux des États, ne les ont que par délégation du gouvernement national. L'organisation du Canada est similaire : dix provinces ont une existence constitutionnelle et trois territoires sont sous la responsabilité directe du gouvernement canadien. Idem pour les États-Unis, avec les États d'un côté et les territoires et le District of Columbia de l'autre. L'Argentine a été un autre cas comparable : après la Conquête du Désert, la Patagonie a été divisée en « territoires nationaux » qui étaient dépendants du gouvernement fédéral. Cette responsabilité se termine lorsque le dernier « territoire national », Terre de Feu, est devenu une province en 1992.
- La Suisse, même si elle porte, pour des raisons historiques, le nom de Confédération suisse, est un État fédéral.
- L'Union européenne est à mi-chemin entre la confédération et la fédération. Quoiqu'il y ait une entité supérieure aux États qui ait été créée, celle-ci n'a pas de constitution et n'est pas un État. Les États qui la composent sont toujours unitaires (à moins d'être déjà fédéraux comme l'Allemagne, l'Autriche ou la Belgique), mais elle possède de telles compétences dans le premier pilier, que l'on peut parler de véritables transferts de souveraineté.